# 西湖路街道
西湖路街道是中华人民共和国贵州省貴陽市南明区下辖的一个街道办事处。
2012年8月14日，贵阳市人民政府通知决定撤销49个街道办事处，设立90个社区服务中心。
2020年1月10日，贵阳市人民政府通知决定撤销社区服务中心，恢复设立街道办事处。

## 行政区划
西湖路街道下辖以下村级行政区划单位：
南明堂社区、观风台社区、西湖路社区、梭石巷社区、官井路社区、东笙巷社区、盛世花城社区。